# Рестинга бразильська
Рести́нга бразильська (Formicivora iheringi) — вид горобцеподібних птахів родини сорокушових (Thamnophilidae). Ендемік Бразилії. Вид названий на честь німецького зоолога Германа фон Іхерінга.

## Опис
Довжина птаха становить 11,5 см. Самці мають переважно темно-сіре забарвлення, крила в них чорні, на крилах дві білі смужки, на плечах білі плями. Крайні стернові пера на кінці білі. Нижня частина тіла сіра, на грудях чорна пляма, боки сріблясто-сірі. У самиць верхня частина тіла оливково-коричнева, надхвістя у них рудувате. Крила і хвіст темні з двома нечіткими охристими смужками. Нижня частина тіла охриста, горло світліше, боки білуваті.

## Поширення і екологія
Бразильські рестинги мешкають на сході Бразилії, в штатах Баїя і Мінас-Жерайс. Вони живуть в тропічних листопадних і напівлистопадних лісах мата-де-сіпо, серед ліан і наземних бромелієвих, на висоті від 250 до 1050 м над рівнем моря. Ведуть деревний спосіб життя, зустрічаються поодинці і парами. Живляться комахами, яких шукають на висоті від 3 до 8 м над землею.

## Збереження
МСОП класифікує стан збереження цього виду як близький до загрозливого. Бразильським рестингам загрожує знищення природного середовища.